# Courbillac
Courbillac – miejscowość i gmina we Francji, w regionie Nowa Akwitania, w departamencie Charente.
Według danych na rok 1990 gminę zamieszkiwały 473 osoby, a gęstość zaludnienia wynosiła 40 osób/km² (wśród 1467 gmin regionu Poitou-Charentes Courbillac plasuje się na 571. miejscu pod względem liczby ludności, natomiast pod względem powierzchni na miejscu 737.).